# Pınarbaşı (district, Kastamonu)
Pinarbaşi is een Turks district in de provincie Kastamonu en telt 5080 inwoners (2012). Het district heeft een oppervlakte van 1571 km². Hoofdplaats is Pinarbaşi.
De bevolkingsontwikkeling van het district is weergegeven in onderstaande tabel.
| 1990  | 2000  | 2007  | 2008  | 2009  | 2010  | 2011  | 2012 |
| ----- | ----- | ----- | ----- | ----- | ----- | ----- | ---- |
| 7.596 | 5.978 | 5.337 | 5.263 | 5.071 | 5.075 | 5.019 | 5080 |